# Chordad
Chordad lub Haurwatat (awest. „Zdrowie”) – w mitologii perskiej jeden z Amszaspandów (Amesza Spenta), emanacja Ormuzda, a zarazem jego pomocnik. Nierozłączny z Mordadem, z którym opiekował się życiem i zdrowiem istot żywych. Miał w swej pieczy kalendarz obrzędowy, święta oraz wody deszczowe. Posiadał pomocników, byli nimi: Tir – (Syriusz), Wat (wiatr), Farwardin (duch wiosny). Jego przeciwnikiem był Tarwi (Choroba).